# 四万十川 (小説)
『四万十川』（しまんとがわ）は、笹山久三の小説および、それを原作とした映画である。

## 原作
四万十川と共に成長していく、主人公、篤義(あつよし)を追った内容である。
第1部から、第6部まであり、主人公の少年期から、高校を卒業して都会に出て、郵便局に勤める中で自立していく主人公の姿が描かれている。
第1部にあたる『四万十川　あつよしの夏』で第24回文藝賞（1987年度）、第4回坪田譲治文学賞（1989年度）を受賞した。

### シリーズ一覧
1. あつよしの夏
2. とおいわかれの日々に
3. 青の芽吹くころは
4. さよならを言えずに
5. ふるさとを捨てても
6. こころの中を川が流れる

## テレビドラマ
1988年、TBSで放送。

### キャスト
- 山本篤義：伊崎充則
- 山本秀男：小林稔侍
- 山本スミ：泉ピン子
- 浅野千代子：吉村涼
- 小野隆
- 桑原崇
- 佐々木一哲
- 森本健介
- 五十嵐めぐみ

### スタッフ
- ディレクター・監督：鴨下信一
- 脚本：宮川一郎
- プロデューサー：石井ふく子
- 制作：TBS

## 映画
1991年公開。

### キャスト
- 山本スミ：樋口可南子
- 山本秀男：小林薫
- 山本篤義：山田哲平
- 山本朝子：高橋かおり
- 浅野千代子：小島幸子
- 青木先生：石橋蓮司
- ハル：菅井きん
- 田村：佐野史郎
- 杜夫：ベンガル
- はる江：絵沢萠子
- タケ：中島葵
- 義一：奥村公延
- 邦子：芹明香

### スタッフ
- 監督：恩地日出夫
- 脚本：古田求
- 音楽：毛利蔵人
- 撮影：安藤庄平
- 助監督：三池崇史
- 演出助手：石田周、渡辺武、麻生学
- 製作管理：片岡公生
- 撮影協力：高知県西土佐村、愛媛県宇和島市、松野町、日吉村
- プロデューサー：猪崎宣昭
- 製作：鍋島壽夫
- 製作：山田洋行ライトヴィジョン、バップ
- 配給：日本ヘラルド映画、ヘラルド・エース